# Tyczyn (wieś)
Tyczyn – wieś w Polsce, położona w województwie łódzkim, w powiecie sieradzkim, w gminie Burzenin.
Wieś królewska (tenuta) w powiecie sieradzkim województwa sieradzkiego w końcu XVI wieku. W latach 1975–1998 miejscowość położona była w województwie sieradzkim.

## Położenie
Wieś położona 10 km na północ od Burzenina, zamieszkuje ją 207 osób w 63 gospodarstwach. W skład sołectwa wchodzi jeszcze Redzeń Pierwszy. We wsi sklep i punkt wymiany butli z gazem.

## Historia
Źródła pisane wspominają Tyczyn dopiero w 1349 r., kiedy to Kazimierz Wielki oddał wieś Pomianowi w celu lokowania jej na prawie średzkim, sprzedając temu sołectwo z określeniem uposażenie sołectwa i ciężarów osadników (zob. Słownik geograficzny Królestwa... na dir.icm.edu.pl). W 1392 r. wspomniany jest Nicolaus de Thiczina.

## Zabytki
Stwierdzono tu istnienie pod koniec XII i na pocz. XIV w. gródka strażniczego u przeprawy przez Wartę. Kopiec o średnicy ok. 20 m został zniszczony podczas II wojny światowej. Badania przeprowadzone przez doc. J. Kamińską z Łodzi odsłoniły resztki spalonej budowli drewnianej i znaczne ilości zabytków metalowych, wśród których były elementy uzbrojenia. Odnaleziono bełty kusz tkwiące w nasypie kopca i w najbliższej jego okolicy. Prawdopodobnie gródek został zniszczony za czasów Władysława Łokietka podczas toczących się wówczas walk na ziemi sieradzkiej.

## Szlak handlowy
Przez Tyczyn przebiegał wariant dawnego szlaku handlowego prowadzącego z Moraw na Kujawy. Wg danych z 1574 r. w Tyczynie był most na Warcie, gdzie pobierano cło mostowe.